# بایر-هوهاوس
بایر-هوهاوس (انگلیسی: Bayer-Hochhaus) ساختمان اداری ۳۲ طبقه مستقر در شهر لورکوزن است، که در سال ۱۹۶۳ احداث گردید.